# جامعة أواشيتا المعمدانية
جامعة أواشيتا المعمدانية جامعة أمريكية في مدينة أركدلفيا بولاية أركنساس

## التاريخ
تأسست جامعة أواشيتا المعمدانية في 6 سبتمبر 1886 ، وعملت باستمرار منذ ذلك التاريخ.

## وصلات خارجية
- ا

1. 1 2 3 4  نظام بيانات التعليم ما بعد الثانوي المتكامل، QID:Q6042926